# Hans-Walter Stork
Hans-Walter Stork (* 25. Juni 1960 in Mülheim/Ruhr) ist ein deutscher Bibliothekar und Kunsthistoriker.

## Leben
Hans-Walter Stork studierte Katholische Theologie, Philosophie, Christliche Archäologie und Kunstgeschichte in Trier und Rom mit dem Abschluss Diplom-Theologe. 1987 wurde er in Trier mit einer Arbeit über den Codex Vindobonensis 2554 der Österreichischen Nationalbibliothek zum Dr. phil. promoviert.
Von 2005 bis 2016 war Stork als Kustos der Handschriftenabteilung und Fachreferent für Theologie und Philosophie an der Staats- und Universitätsbibliothek Hamburg tätig. 2015 wurde er an der Universität Kiel zum Honorarprofessor ernannt. Seit 1. August 2016 ist Hans-Walter Stork in der Nachfolge von Hermann-Josef Schmalor Direktor der Erzbischöflichen Akademischen Bibliothek (EAB) in Paderborn. Seit November 2021 ist er ordentliches Mitglied der Historischen Kommission für Westfalen.
Er publiziert vor allem zu Themen der Buch- und Bibliotheksgeschichte, der christlichen Ikonographie und der Buchmalerei. Als Mitarbeiter und Herausgeber ist er an mehreren Festschriften beteiligt, so an den Festschriften zum 60. und 70. Geburtstag seines akademischen Lehrers,  des Trierer Theologen und Kunsthistorikers Franz J. Ronig (1989), der Festschrift zum 50. Geburtstag des evangelischen Theologen Bernd Jaspert (1995) und der Festschrift zum 65. Geburtstag des Kieler Kunsthistorikers Ulrich Kuder (2008).

## Schriften (Auswahl)
- Heilig-Rock-Andenken des 16.–18. Jahrhunderts. In: Neues Trierisches Jahrbuch 36, 1996, S. 15–30.
- Die Bibliothek des Augustinerchorherrenstifts Neumünster-Bordesholm. In: Andrea Rapp, Michael Embach (Hrsg.): Zur Erforschung mittelalterlicher Bibliotheken. Chancen – Entwicklungen – Perspektiven, Verlag Klostermann, Frankfurt am Main 2009, S. 395–420.
- Zur Paläographie des Gerresheimer Evangeliars. In: Klaus Gereon Beuckers, Beate Johlen-Budnik (Hrsg.): Das Gerresheimer Evangeliar. Eine spätottonische Prachthandschrift als Geschichtsquelle, Verlag Böhlau, Köln/Weimar/Wien 2016, S. 103–118.
- Eine Ansicht des Simeonstiftes von der Stadtseite her aus dem Jahr 1695 zur Vita Simeonis der Bollandisten. In: Neues Trierisches Jahrbuch 59, 2019, S. 143–164.
- Das Comburger Epistolar der Württembergischen Landesbibliothek Stuttgart (Cod. bibl. qt. 28). In: Klaus Gereon Beuckers, Vivien Bienert, Ursula Prinz (Hrsg.): Illustrierte Epistolare des frühen und hohen Mittelalters, Verlag Schnell & Steiner, Regensburg 2021, S. 241–258.

Herausgeberschaften
- mit Ulrich Kuder und Babette Tewes: Die Bibliothek der Gottorfer Herzöge – Symposium Stiftung Schleswig-Holsteinische Landesmuseen Schloss Gottorf. Verlag Traugott Bautz, Nordhausen 2008, ISBN 978-3-88309-459-5.
- mit Babette Tewes und Christian Waszak: Buchkunst im Mittelalter und Kunst der Gegenwart – Scrinium Kilonense Festschrift für Ulrich Kuder. Verlag Traugott Bautz, Nordhausen 2008, ISBN 978-3-88309-460-1.
- mit Ulrich Kuder: Arthur Haseloff als Erforscher mittelalterlicher Buchmalerei. Verlag Ludwig, Kiel 2014.